# Akira Miyagawa
Akira Miyagawa (Japans: 宮川 彬良, Miyagawa Akira) (Tokio, 18 februari 1961) is een Japans componist, muziekpedagoog, dirigent en pianist. Hij is een zoon van de componist Hiroshi Miyagawa.

## Levensloop
Miyagawa studeerde compositie aan de Tokyo University of the Arts (東京藝術大学, Tōkyō Gei-jutsu Daigaku) in Tokio. Vervolgens werd hij docent aan de Kunstuniversiteit van Osaka. Daarnaast was hij vanaf 1983 als componist werkzaam voor Tokyo Disneyland. Van 1988 tot 1992 werkte hij als muziekdirecteur voor het showprogramma Music Collection Dream van de Nippon Hōsō Kyōkai (NHK).
Vanaf 1995 was hij dirigent van het "Philharmonic Pops Concert" in Osaka. In 1997 trad hij op in het Barbican Centre in Londen. In 2000 ontving hij de "Excellence Award" van het Theaterfestival van Tokio. In 2001 was hij verantwoordelijk voor de organisatie (en directie) van de openingsceremonie tijdens het evenement 21st Century in Osaka. Sinds 2010 is hij dirigent en artistiek directeur van de Osaka Municipal Symphonic Band. Verder is hij dirigent van het "ACT CITY Junior Wind Orchestra". Als acteur is hij betrokken bij de televisieserie Quintet van de Japanse televisiemaatschappij NHK.
Aan het amusementsorkest The Ensemble Vega is hij verbonden als pianist. Verder is hij dirigent van een eigen symfonieorkest.

## Composities

### Werken voor orkest
- 1985 A Star Is Born
- 1987 Dansudamu, balletsuite
- 1989 Sesshu, balletsuite
- 1991 Atlas, balletsuite
- 1993 The Ugly Duckling
- 1994 Jack and the Beanstalk
- 1996 The Forest of the orchestra, symfonisch gedicht
- 1997 On Crane necrosis
- 1998 The Man Who Fell to Earth, balletsuite
- 1999 Fearia of the Forest, balletsuite
- 2001 Kaigen 21, voor orkest
- Kizuna
- Letter
- Millennium Symphony in the Sky
- Rockhopper penguin

### Werken voor harmonieorkest
- Dai Rappa Kuyou, voor harmonieorkest[3]
- Fun, Fun, Fantastico!, voor harmonieorkest[4]
- I Yaramai March, voor harmonieorkest
- Kirby March
- Kodakara Suite
- Matsuken Samba II, voor harmonieorkest[5]
- Suite "Black Jack", voor harmonieorkest[6]

### Muziektheater

#### Musicals
- 1983 Daddy-Long-Legs
- 1984 Lily
- 1988 Stand up!
- 2005 The Origin of Blood
- 2008 Resurrection Round poison himself,
- 2008 Farewell, My Love princess by Overlord
- 2008 A Streetcar Named Desire
- 2008 Great Expectations
- 2009 My husband and I loved the Hit Parade - Show
- Enemies of the board

### Vocale muziek

#### Werken voor koor
- Well diplomatic break down soon Goldfish, voor gemengd koor

## Media
1. ↑  MatsukenSamba II door The Ensemble Vega. Gearchiveerd op 1 september 2021.
2. ↑  Ludwig van Beethoven: Symphony No 5 meets Perez Prado: Mambo No 5 .... Gearchiveerd op 8 december 2021.
3. ↑  Dai　Rappa　Kuyou door het "ACT CITY Junior Wind Orchestra" o.l.v. de componist. Gearchiveerd op 11 februari 2021.
4. ↑  Fun,Fun,Fantastico! door de Osaka Municipal Symphonic Band o.l.v. de componist. Gearchiveerd op 11 februari 2021.
5. ↑  Matsuken Samba II door de Osaka Municipal Symphonic Band o.l.v. de componist. Gearchiveerd op 20 december 2020.
6. ↑  Suite "Black Jack" (deel 1). Gearchiveerd op 11 december 2021.

- Biblioteca Nacional de España: XX5158172
- CiNii: DA11888371
- Gemeinsame Normdatei: 141940085
- International Standard Name Identifier: 0000 0003 8221 5111
- Library of Congress Control Number: no2017073109
- MusicBrainz: 150c85b3-ce4e-418f-9419-7955682a3720
- Bibliotheek van het Japanse parlement: 01118089
- Virtual International Authority File: 264332646
- WorldCat: E39PBJj8RmbP6vR9R6d4Jyh8md